# Mohamed Salama Badi
Mohamed Salama Badi (en árabe hasaní: محمد سلامة بادي; El Aaiún, Sahara Occidental; 1966) es el actual embajador saharaui en Timor Oriental.[cita requerida]

## Biografía

### Sus inicios
Fue un activista y sindicalista en el Sáhara Occidental ocupado por Marruecos durante su juventud. Se licenció en Economía en la Universidad de Sétif, Argelia. Luego se trasladó a España para completar su formación, obteniendo un máster en "Conflictos, Paz y Desarrollo" en la Universidad Jaime I de Castellón y un doctorado en la Universidad de Granada.

### Trayectoria diplomática
Inició su carrera diplomática durante la década de 1990, como jefe de la delegación general de la República Árabe Saharaui Democrática en Siria. Luego, a fines de la década de 2000, se unió al Parlamento Panafricano en representación de su país. Finalmente, en 2010 reemplazó a Mohamed Kamal Fadel como embajador de la RASD en Timor Oriental.

## Premios y reconocimientos
El 16 de mayo de 2012, recibió la Orden de Timor Oriental, la más alta condecoración del país Timor oriental, otorgado por el expresidente, José Ramos-Horta.
| Cinta | Condecoración           | País           | Otorgada           | Lugar |
| ----- | ----------------------- | -------------- | ------------------ | ----- |
|       | Orden de Timor Oriental | Timor Oriental | 16 de mayo de 2012 | Dili  |